# Говар Сулос Таугбель
Говар Сулос Теугбель (норв. Håvard Solås Taugbøl) — норвезький лижник, призер чемпіонату світу. 
Бронзову медаль чемпіонату світу Таугбель завоював на світовій першості 2021 року, що проходила в німецькому Оберстдорфі, в особистому спринті класичним стилем.